# CiteScore
CiteScore (viết tắt CS) là Hệ số tác động của một tạp chí học thuật, nó là thước đo phản ánh số lượng trích dẫn trung bình hàng năm cho các bài báo gần đây được xuất bản trên tạp chí đó. Số liệu để đánh giá tạp chí này được Elsevier đưa ra vào tháng 12 năm 2016 như một sự thay thế cho các yếu tố tác động JCR thường được sử dụng (tính toán bởi Clarivate). CiteScore dựa trên các trích dẫn được ghi lại trong cơ sở dữ liệu Scopus chứ không phải trong JCR và những trích dẫn đó được thu thập cho các bài báo đã xuất bản trong 4 năm trước đó thay vì 2 hoặc 5 năm.

## Cách tính
Trong bất kỳ năm y nhất định nào, CiteScore của một tạp chí là tổng số lượng trích dẫn nhận được trong năm đó và 3 năm trước đó cho các tài liệu được xuất bản trên tạp chí đó trong cùng khoảng thời gian (bốn năm liên tiếp), chia cho tổng số tài liệu đã xuất bản (bài báo, các bài phê bình, bài báo hội nghị, chương sách và bài báo dữ liệu) trên tạp chí trong cùng khoảng thời gian:
{\displaystyle {\text{CS}}_{y}={{\text{Số trích dẫn}}_{y}+{\text{Số trích dẫn}}_{y-1}+{\text{Số trích dẫn}}_{y-2}+{\text{Số trích dẫn}}_{y-3} \over {\text{Số bài xuất bản}}_{y}+{\text{Số bài xuất bản}}_{y-1}+{\text{Số bài xuất bản}}_{y-2}+{\text{Số bài xuất bản}}_{y-3}}}
Ví dụ tạp chí học thuật hàng đầu Nature có hệ số tác động CiteScore năm 2019 là 51.0 được tính như sau:
{\displaystyle {\text{CS}}_{2019}={{\text{Số trích dẫn}}_{2019}+{\text{Số trích dẫn}}_{2018}+{\text{Số trích dẫn}}_{2017}+{\text{Số trích dẫn}}_{2016} \over {\text{Số bài xuất bản}}_{2019}+{\text{Số bài xuất bản}}_{2018}+{\text{Số bài xuất bản}}_{2017}+{\text{Số bài xuất bản}}_{2016}}={243894 \over 4786}=51.0}
CiteScore thường được phát hành vào cuối tháng 5, sớm hơn khoảng một tháng so với hệ số tác động của JCR. Cũng cần lưu ý ngày tính toán cho mỗi CiteScore nhất định vì các lần bổ sung, chỉnh sửa hoặc xóa dữ liệu sau này sẽ không dẫn đến cập nhật điểm. Scopus cũng cung cấp thêm một thống kê khá lý thú nữa: CiteScoreTracker, đây là thống kê này có tính "lâm thời", nghĩa là tạm tính cho giai đoạn dừng tại thời điểm một tháng gần nhất.

## CiteScore và Journal Impact Factor

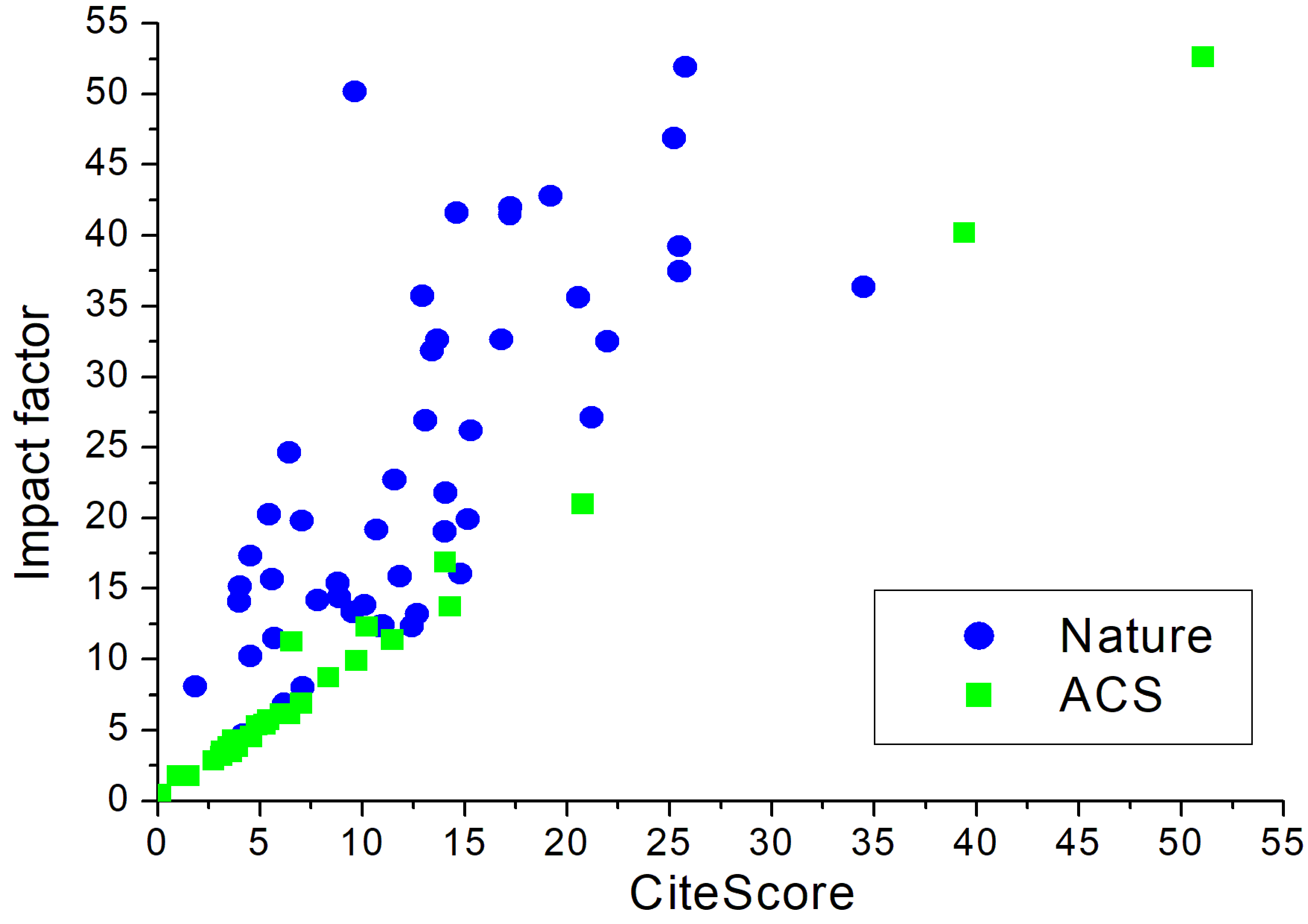
CiteScore so với IF trên các tạp chí American Chemical Society (ACS, màu xanh lá) và Nature (màu lam), theo dữ liệu năm 2017.

Cùng là hệ số tác động của các tạp chí học thuật nhưng CiteScore chỉ mới được Scopus giới thiệu vào cuối năm 2016, trong khi đó Journal Impact Factor đã được Web of Science liên tục duy trì và được quan tâm cao từ năm 2011. Tuy nhiên, với sự tăng nhanh của cơ sở dữ liệu Scopus, vị thế của CiteScore cũng tăng nhanh trong giới học thuật. CiteScore được thiết kế để cạnh tranh với hệ số tác động JCR trong hai năm, hiện là số liệu tạp chí được sử dụng rộng rãi nhất. Một số điểm khác biệt giữa chính CiteScore và Journal Impact Factor bao gồm:
| Tham số                              | JCR IF                            | CiteScore                |
| ------------------------------------ | --------------------------------- | ------------------------ |
| Khoảng thời gian đánh giá (năm)      | 2                                 | 4                        |
| Dựa trên cơ sở dữ liệu chỉ mục       | JCR                               | Scopus                   |
| Số lượng tạp chí đánh chỉ mục (2016) | 11,000                            | 22,000                   |
| Được phép truy cập                   | Người dùng trả phí thuê bao       | Mở cho người dùng bất kỳ |
| Loại ấn phẩm đánh giá                | Bài báo, bài giới thiệu (reviews) | Tất cả các loại ấn phẩm  |

Hai hệ số này có sự khác biệt lớn về định nghĩa "số lượng xuất bản" hoặc "các loại ấn phẩm có thể sử dụng".

## Đánh giá và chỉ trích
Trên thế giới, đã có nhiều nghiên cứu so sánh và đánh giá về nhiều mặt của các hệ thống danh mục cũng như hệ số tác động trong đánh giá chất lượng khoa học ở nhiều lĩnh vực khác nhau. Tuy nhiên, các kết quả đều cho thấy mỗi hệ thống lại có một điểm mạnh khác nhau. Ví dụ như Scopus có nhiều tạp chí ở nhiều ngành hơn nhưng độ sâu dữ liệu theo thời gian vẫn thua Web of Science hiện tại. Nhưng có vẻ họ sẽ nhanh chóng cân bằng, nhờ lợi thế đầu tư và thuật toán mạnh, cùng với quyết tâm cạnh tranh cao.
Với các chính sách kích thích nghiên cứu dựa trên chỉ mục tạp chí và hệ số tác động hiện nay, cộng đồng khoa học Việt Nam sẽ dành nhiều sự chú ý tới Scopus, ISI, JIF, hay CiteScore vì nó gắn liền với các nguồn lợi chính đáng của nhà khoa học. Về mặt tốt, các hệ thống thang bảng này có thể tạo ra động lực cạnh tranh và thúc đẩy các nhà nghiên cứu hướng tới các mục tiêu cao đẹp. Mặt khác, nó cũng có thể dẫn tới các hành vi tiêu cực, bất chấp đạo đức khoa học để có thể đạt được mục tiêu. Hệ quả có thể là việc rút bài và tệ hơn là đánh mất niềm tin của công chúng với khoa học.
Nhiều phê bình đã được thực hiện liên quan đến việc sử dụng các hệ số tác động, cả về giá trị thống kê của nó và cả ý nghĩa của nó đối với cách thức khoa học được thực hiện và đánh giá.